# 泽梅
泽梅（義大利語：Zeme），是意大利帕维亚省的一个市镇。总面积25平方公里，人口1152人，人口密度46.1人/平方公里（2009年）。国家统计（ISTAT）代码为018186。